# Henri-Joseph Blanquart de Bailleul
Pour les articles homonymes, voir Blanquart et Bailleul.
Henri-Joseph Blanquart de Bailleul, né à Calais le 27 avril 1758, mort à Versailles le 4 janvier 1841 issu d'une famille de magistrats, est un homme politique de la période fin du XVIIIe siècle-début du XIXe siècle.

## Biographie
En 1789, au moment de la Révolution française, Blanquart de Bailleul exerçait les fonctions de procureur du Roi à Calais.
En 1792, incarcéré à cause de son attachement à l'ancien ordre de choses, il ne sortit de prison qu'au 24 thermidor an VI (11 août 1798). Il fut bientôt appelé aux fonctions de maire de la commune de Calais, poste difficile alors à cause de l'émigration et de la rigueur des temps. La ville de Calais lui dut d'échapper à la famine, et il contribua avec quelques autres magistrats courageux à sauver de l'échafaud d'illustres naufragés, au nombre desquels se trouvait le duc de Choiseul, mort chevalier d'honneur de la reine Amélie.
Fin 1803, nommé membre du corps législatif par l'arrondissement de Boulogne-sur-Mer, Blanquart reçut la continuation de son mandat en 1806. Sur la présentation de l'assemblée, l'empereur le nomma questeur en 1807 et en 1809. Lorsqu'il alla, le jour de sa première nomination, remercier Napoléon, celui-ci lui dit : « J'ai voulu donner cette preuve d'estime au maire de Calais pour sa conduite dans l'affaire des naufragés »,.
En 1811, il fit partie de la commission des finances. 
Oubliant ce qu'il devait à Napoléon qui l'avait créé baron, il signa, le premier, l'acte d'adhésion à sa déchéance et, le 8 avril 1814, il accepta l'acte qui replaçait les Bourbon sur le trône.
Blanquart de Bailleul présida la députation qui fut chargée d'aller au-devant de Louis XVIII à Calais.

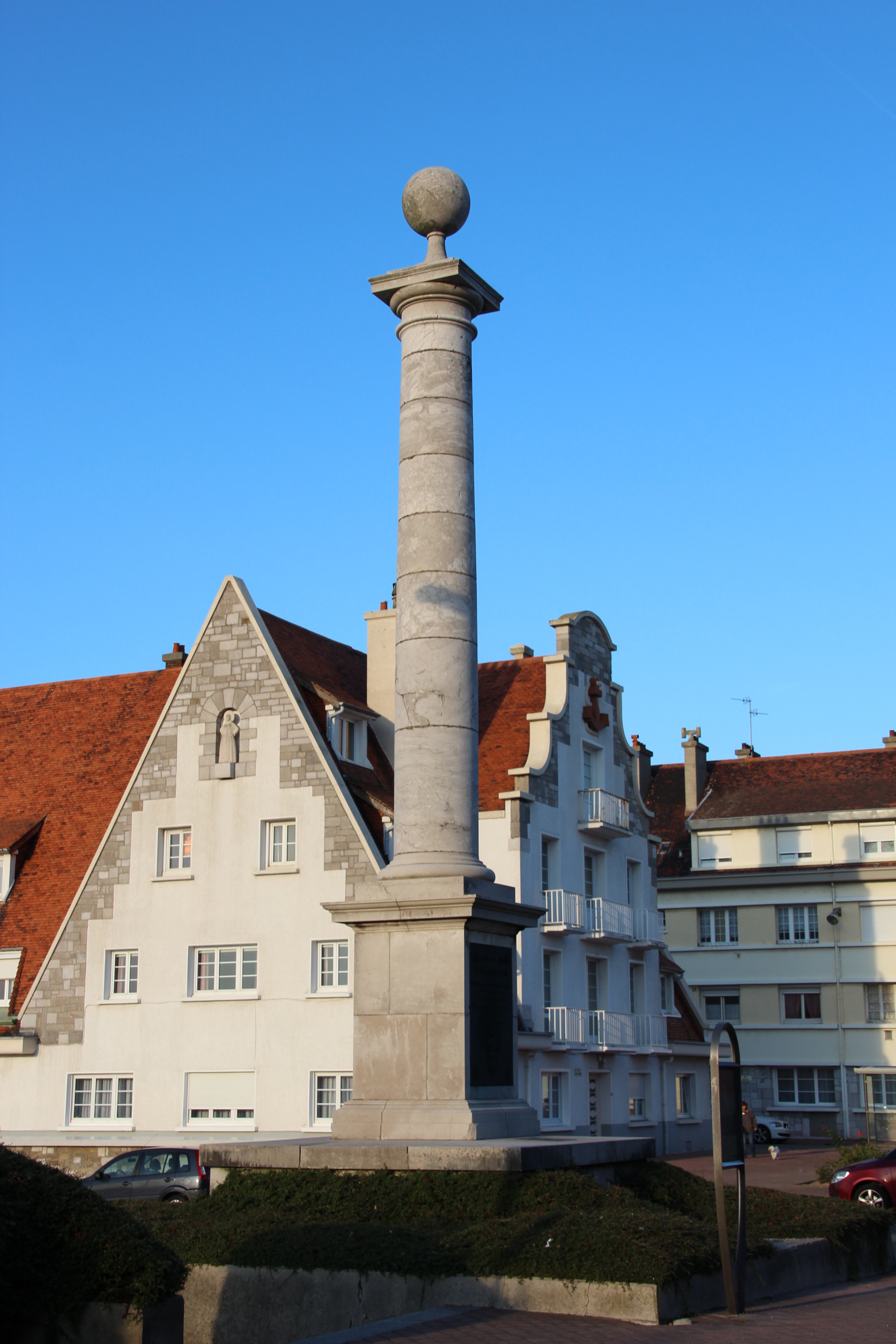

Le 24 avril 1814, Louis XVIII, porté par les Coalisés, débarque à Calais et le roi, peu de jours après, le nomma membre de la commission à laquelle fut confiée la rédaction de la Charte constitutionnelle restaurant la monarchie; Louis XVIII devient roi de France.
Durant les Cent-Jours, Blanquart de Bailleul ne parut point sur la scène politique. Élu député après le second retour des Bourbon, il siégea au centre-droit.
En 1816, il fut de nouveau envoyé à Douai en qualité de procureur général près la Cour royale.
En 1827, sur sa demande, on l'admit à la retraite, avec le titre de premier président honoraire près la même Cour.
En 1841, Blanquart meurt à Versailles dans les bras de son fils Louis Blanquart de Bailleul, évêque de ce diocèse.
Il est inhumé dans la 1re division du cimetière du Montparnasse.

## Distinctions
- 1811 : chevalier de l'ordre de la Réunion ;
- Officier de la Légion d'honneur En octobre 1814, promu officier de la Légion d'honneur;
- Commandeur de l'ordre de Sainte-Anne de Russie.

## Famille
Ascendants
Descendants
- Henry Joseph Pierre (1789-1865), officier
- Étienne Louis (1790-1883), intendant militaire, commandeur de la Légion d'honneur[5]
- Louis Marie Edmond (1795-1868), ecclésiastique

## Sources
- « Henri-Joseph Blanquart de Bailleul », dans Adolphe Robert et Gaston Cougny, Dictionnaire des parlementaires français, Edgar Bourloton, 1889-1891 [détail de l’édition]
- Le portefeuille d'un nonagénaire, p. 87 et s., témoignage de son fils Étienne Louis (1790-1883), intendant militaire, commandeur de la Légion d'honneur.